# Табачникова, Полина Моисеевна
Поли́на Моисе́евна (Муси́евна) Таба́чникова (псевдоним — Полина Нятко́; 1900—1994) — украинская советская актриса театра и кино. Народная артистка УССР (1951). Лауреат двух Сталинских премий второй степени (1949, 1951).

## Биография
Полина Моисеевна Омельченко (по мужу — Табачникова) родилась 21 октября 1900 года в селе Карабачин (ныне Брусиловский район Житомирской области Украины). В 1916—1918 годах училась в музыкально-драматической школе имени Н. В. Лысенко, в 1918—1919 годах — в драматической студии Киевского «Молодого театра». Была артисткой КУАДТ имени И. Я. Франко под сценическим псевдонимом Полина Нятко. В 1925—1935 годах — в Одесском драматическом театре. Преподавала в Киевском театральном институте имени И. К. Карпенко-Карого.
П. М. Нятко умерла 12 октября 1994 года. Похоронена в Киеве на Байковом кладбище.

## Семья
- Муж — преподаватель КГПИ имени М. Горького Исай Аронович Табачников.
- Сестра — актриса и театральный педагог Вера Мусиевна Данилевич.

## Творчество

### Роли в театре
- «Много шума из ничего» В. Шекспира — Беатриче
- «Лесная песня» Л. Украинки — Мавка
- «Не судилось» М. П. Старицкого — Анна Петровна
- «В степях Украины» А. Е. Корнейчука — Катерина
- «Макар Дубрава» А. Е. Корнейчука — Пихта
- «Калиновая роща» А. Е. Корнейчука — Ага Александровна Щука
- «Не называя фамилии» В. Минько — Диана Михайловна

### Фильмография
- 1927 — Лишённые дня — Милка
- 1931 — Колиивщина — Оксана
- 1936 — Прометей — Катерина
- 1953 — Калиновая роща — Ага Александровна Щука
- 1955 — В один прекрасный день — мать Кати
- 1956 — Суета — Паша
- 1957 — Борец и клоун — мать Ивана Поддубного
- 1957 — Шельменко-денщик — Аграфена Семёновна
- 1958 — Поэма о море — заместитель министра
- 1958 — Сашко — Волчинская
- 1961 — Годы девичьи; Зелёная ветка мая; Радость моя — тётя Марина
- 1977 — Дипломаты поневоле — Евдокия Ивановна
- 1979 — Полоска нескошенных диких цветов — Анна Остаповна

## Награды и премии
- Сталинская премия второй степени (1949) — за исполнение роли Пихты в спектакле «Макар Дубрава» А. Е. Корнейчука[1]
- Сталинская премия второй степени (1951) — за исполнение роли Аги Александровна Щуки в спектакле «Калиновая роща» А. Е. Корнейчука
- народная артистка УССР (1951)
- орден Трудового Красного Знамени (22.07.1982)
- медаль «За трудовую доблесть» (24.11.1960)
- другие медали